# Gare de Crépy-en-Valois
Gare de Crépy-en-Valois vasútállomás Franciaországban, Crépy-en-Valois településen.

## Vasútvonalak
Az állomást az alábbi vasútvonalak érintik:
- La Plain-Hirson-vasútvonal

## Kapcsolódó állomások
A vasútállomáshoz az alábbi állomások vannak a legközelebb:
- Gare d’Ormoy-Villers (Paris Gare du Nord, Transilien Linie K)
- Gare de Villers-Cotterêts
- Gare de Vaumoise
- Paris Gare du Nord